# Filandre de McIlhenny
El filandre de McIlhenny (Philander mcilhenny) és una espècie d'opòssum de Sud-amèrica. És gairebé completament negre, excepte les taques blanques que té sobre els ulls. El seu parent més proper és el filandre d'Allen (P. opossum).
L'espècie fou anomenada en honor de «Jack» McIlhenny (1909-1997), un dels nets del fundador de la McIlhenny Company, fabricant de la salsa Tabasco. Patrocinà l'expedició del 1968 de la Universitat Estatal de Louisiana que descobrí l'espècie.